# Delirium (film 2013)
Delirium (z łac. majaczenie) – drugi film fabularny ukraińskiego reżyserа filmowego i malarza  Igora Podolczaka z 2012 roku. Scenariusz filmu powstał na podstawie powieści „Induktor”, Dmytra Bielańskiego. Zdjęcia do filmu kręcono w latach 2008–2010. W produkcję filmu zaangażowane były trzy wytwórnie: MF Films, Podolchak Films, Paulus vom Lemberg.
Światowa premiera filmu odbyła się 4 marca 2013 w programie konkursowym. „Tydzień reżyserski” na międzynarodowym festiwalu Fantasporto – 2013, w Porto, w Portugalii.

## Fabuła
Prawdopodobnie wystarczy spotkać kondukt  pogrzebowy, żeby przejść od rzeczywistości do majaczenia.  Majaczenie, gdzie czas utraciwszy swój ciągły ruch, błąka się pośród  obrazów niebycia – odzwierciedleń śmierci, przeszłych і przyszłych, okropnych i upragnionych. Młody lekarz psychiatra – zastaje zaproszony pomieszkać w rodzinie dla przeprowadzenia obserwacji w związku z zaburzeniem psychicznym u Ojca, który ma obsesję na punkcie lin, supłów i asfiksji. Ale całkiem możliwe, że wszystko jest odwrotnie i że właśnie jego, czyli gościa zdrowie psychiczne wymaga interwencji medycznej.

## Obsada

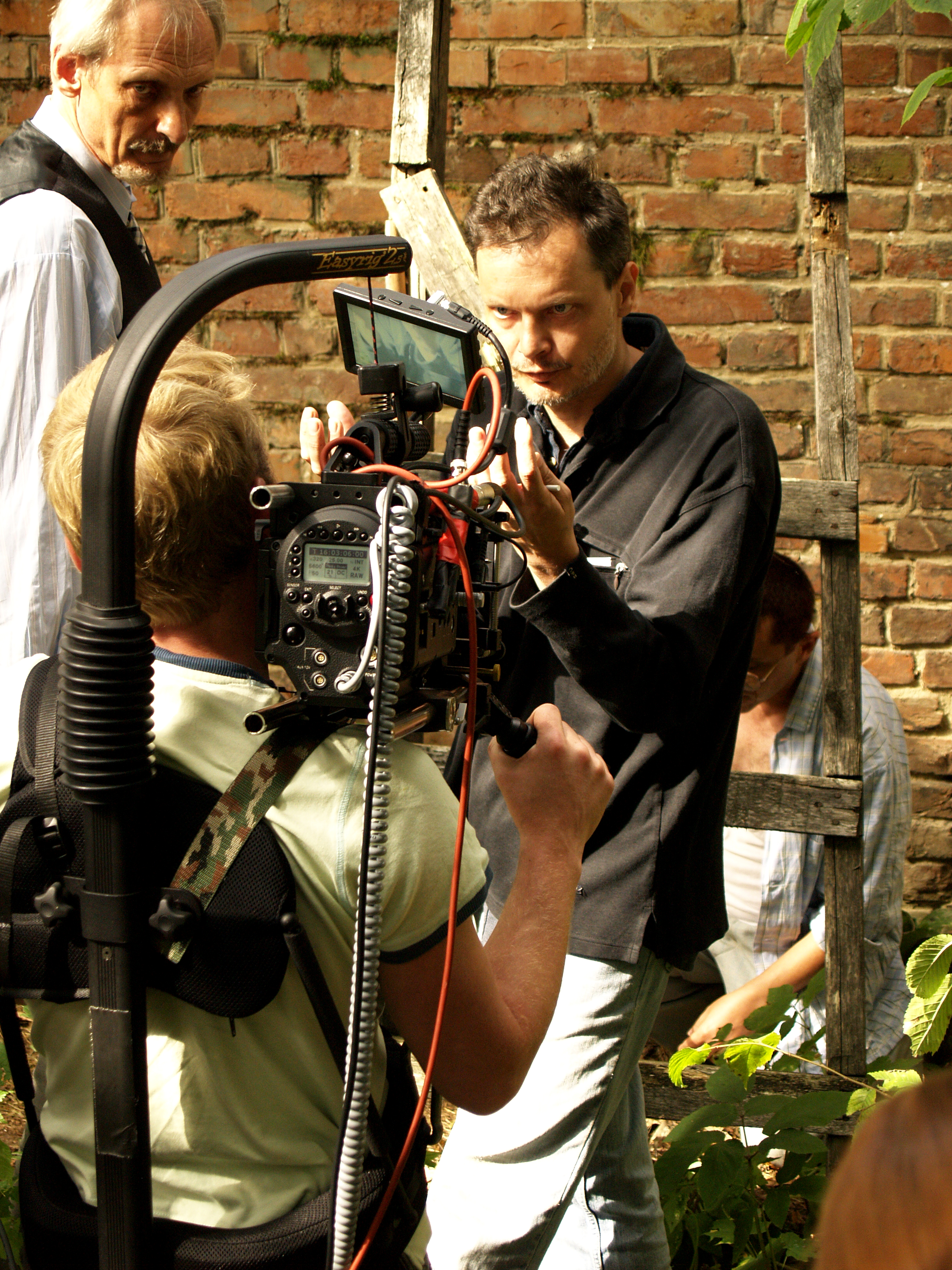
Ihor Podolchak, Mykola Jefymenko i Piotr Rybka(Ojciec). Brzuchowice, 2008

- Wołodymyr Chymjak – Gość/Psychiatra
- Petro Rybka – Ojciec/Profesor
- Łesia Wojnewycz – Matka
- Olga Bakus –  Pokojówka
- Olga Gorbacz – Córka
- Іwan Kostenko – Syn/Mąż Córki
- Wasyl Kostenko – Ksiądz

## Nagrody i nominacje
- 2013: „Międzynarodowy Festiwal Filmowy w Bagdadzie”[5], Irak, pierwsze miejsce

Nominacje:
- 2013: „Tydzień Reżyserów” w kategorii: „Najlepszy reżyser”, Międzynarodowy Festiwal Filmowy w Porto[6][7]
- 2013: „Ukraińska Narodowa Nagroda Filmova”[8], Międzynarodowy Festywal Filmowy w Odessie
- 2013: „Międzynarodowy Festiwal Filmowy im. Tarkowskiego”, Iwanowo, Rosja[9], Grand-Prix
- 2013: „Międzynarodowy Festiwal Filmowy w Tiranie”, Albania